# جانی هولت
جانی هولت (به انگلیسی: Johnny Holt) بازیکن فوتبال زادهٔ ۱۰ آوریل ۱۸۶۵ اهل کشور انگلستان بود که سابقهٔ بازی در تیم ملی فوتبال انگلستان را در کارنامهٔ خود دارد. وی در تاریخ ۱۵ مارس ۱۸۹۰ نخستین بازی ملی خود را در مقابل تیم ملی فوتبال ولز انجام داد و با حضور در ۱۰ بازی ملی، در تاریخ ۱۷ مارس ۱۹۰۰ واپسین بازی ملی‌اش را در برابر تیم ملی فوتبال ایرلند برگزار کرد.